# Zalău
Zalău (en hongrois Zilah, en allemand Zillenmarkt, jadis Waltenberg) est une municipalité et une ville de Transylvanie en Roumanie, chef-lieu du județ de Sălaj, dans la région de développement du nord-ouest. Elle comptait 63 642 habitants en 2007.

## Géographie

la municipalité de Zalău dans le județ de Sălaj

La ville de Zalău est située au centre du județ, dans le bassin de la rivière Zalău, au nord-ouest des Monts Meseș.
La municipalité de Zalău inclut la ville de Zalău elle-même (62 547 habitants en 2002) et le village de Stâva (380 habitants en 2002), située au sud-est des Monts Meseș, dans le bassin de l'Agrij.
Zalău se trouve à 692 km au nord-ouest de Bucarest, la capitale roumaine et à 95 km de la frontière hongroise.
Autres villes proches :
- Cluj-Napoca, 86 km au sud-est
- Baia Mare, 108 km au nord-est
- Satu Mare, 119 km au nord
- Oradea, 117 km à l'ouest

### Climat
Zalău bénéficie d'un climat continental modéré. Les températures moyennes du mois de janvier sont de −2,5 °C, celles de juillet de +19,3 °C.

## Histoire
Les fouilles archéologiques entreprises à Zalău ont permis de trouver des traces de peuplement néolithique, vieilles de 6 500 ans.
De nombreux éléments daces et romains ont également été mis au jour. Il faut dire que Zalău ne se trouve qu'à 8 km de Porolissum, grande forteresse romaine située à la frontière de l'Empire.
La première attestation faisant de Zalău un lieu habité date de la Gesta Hungarorum car la ville a fait partie du royaume de Hongrie dès le Haut Moyen Âge. Il faut attendre l'année 1220 pour qu'elle apparaisse dans un document écrit sous le nom de Villa Ziboc.
En 1241, les Tatars envahissent l'Europe orientale, pillent et brûlent la ville. Par la suite, Zalău est rattachée à l'évêché d'Oradea dont elle dépend jusqu'en 1542 où elle intègre la principauté de Transylvanie.
Pendant cette période, une date importante est à retenir dans l'histoire de la ville. En 1473, le roi Matthias Ier de Hongrie déclare Zalău "ville de marché" et lui octroie des privilèges commerciaux. Du règne du Prince de Transylvanie Étienne Báthory qui commence en 1571 à celui de Michel Ier le Brave (Mihai Viteazul) qui s'achève en 1601, la ville connaît un grand développement, dû à sa position sur les routes marchandes entre le cœur de la Transylvanie et le royaume de Hongrie.

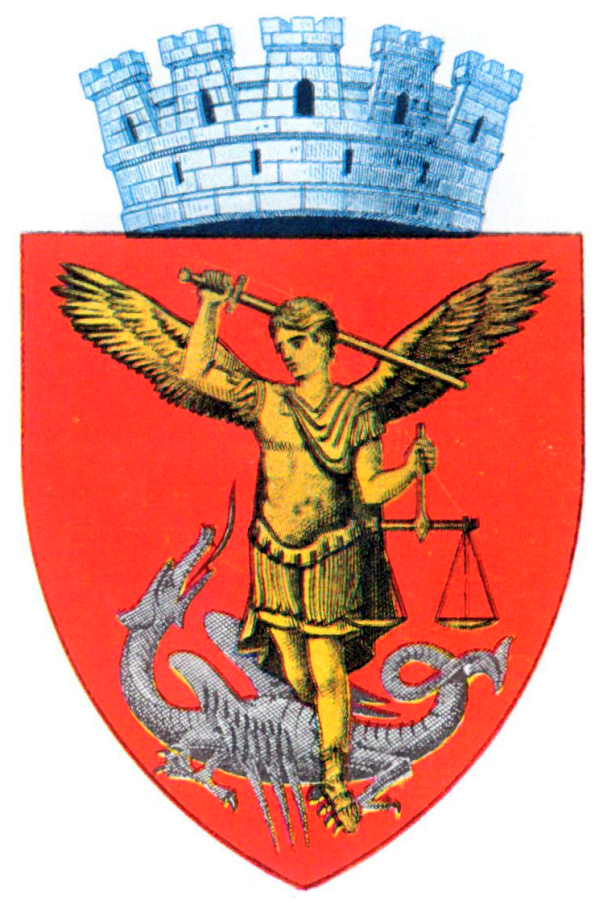
Les Armes de la ville dans l'Entre-deux-guerres

De 1660 à 1692, Zalău subit une occupation ottomane.
Après 1867 et la dissolution de la principauté de Transylvanie, elle est incorporée au royaume de Hongrie et, en 1876, le comitat de Szilágy (Szilágy Megye en hongrois), dont Zalău (Zilah à cette époque) est le chef-lieu, est créé par la réunion des anciens comitats de Kraszna et de Közép-Szolnok.
À la fin de la Première Guerre mondiale, en 1918, Zalău rejoint le royaume de Roumanie ; elle reste le chef-lieu du județ de Sălaj.
Zalău est alors soumise, comme toute la Roumanie, au demi-siècle de régimes dictatoriaux carliste, fasciste et communiste de février 1938 à décembre 1989.
Le rétablissement de la démocratie, la réouverture de la frontière toute proche et l'intégration dans l'Union européenne ont ouvert, depuis 1990, de nouvelles perspectives de développement dont Zalău a profité : les industries lourdes de la période communiste sont restructurées et s'oriente de plus en plus vers le secteur tertiaire.

## Politique
| Parti | Parti                                            | Sièges |
| ----- | ------------------------------------------------ | ------ |
|       | Parti social-démocrate (PSD)                     | 9      |
|       | Parti national libéral (PNL)                     | 5      |
|       | Union démocrate magyare de Roumanie (UDMR)       | 3      |
|       | Parti Mouvement populaire                        | 2      |
|       | Alliance des libéraux et démocrates (ALDE)       | 1      |
|       | Parti national paysan chrétien-démocrate (PNȚCD) | 1      |

## Démographie
La composition démographique de la ville s'est profondément modifiée durant le XXe siècle, comme dans la plupart des villes transylvaines. La population d'origine hongroise qui était très largement majoritaire au début du siècle (3/4 de la population) a vu son importance diminuer tout au long des divers bouleversements historiques pour ne plus représenter aujourd'hui que le sixième de la population totale.
À l'inverse, la population roumaine qui ne représentait qu'un quart de la population totale en 1910 en représente aujourd'hui les 4/5. C'est à partir du recensement de 1966 que la majorité s'est inversée.
Quant à la communauté juive, elle a été décimée par les nazis. Les personnes qui avaient survécu ont émigré après la guerre, la plupart vers Israël.
En 1910, à l'époque austro-hongroise, la ville comptait 2 585 Roumains (25,38 %), 7 540 Hongrois (74,04 %), 19 Allemands (0,19 %) et 23 Slovaques (0,23 %).
En 1930, on dénombrait 4 364 Roumains (40,83 %), 5 624 Hongrois (52,62 %), 444 Juifs (4,15 %), 140 Roms (1,31 %), 16 Ukrainiens (0,15 %) et 19 Slovaques (0,18 %).
En 1956, après la Seconde Guerre mondiale, 6 468 Roumains (48,35 %) côtoyaient 6 756 Hongrois (50,50 %), 108 Juifs (0,81 %) et 15 Roms (0,11 %).
En 2002, la ville comptait 50 902 Roumains (80,89 %), 11 016 Hongrois (17,51 %), 858 Roms (1,36 %), 46 Allemands (0,07 %), 24 Slovaques (0,04 %) et 12 Ukrainiens (0,02 %).

### Religions
En 2002, la composition religieuse de la ville était la suivante :
- Chrétiens orthodoxes, 73,29 % ;
- Réformés, 15,24 % ;
- Pentecôtistes, 3,29 % ;
- Grecs-Catholiques, 3,07 % ;
- Baptistes, 2,01 % ;
- Catholiques romains, 1,72 % ;
- Chrétiens évangéliques, 0,08 % ;
- Adventistes du septième jour, 0,08 %.

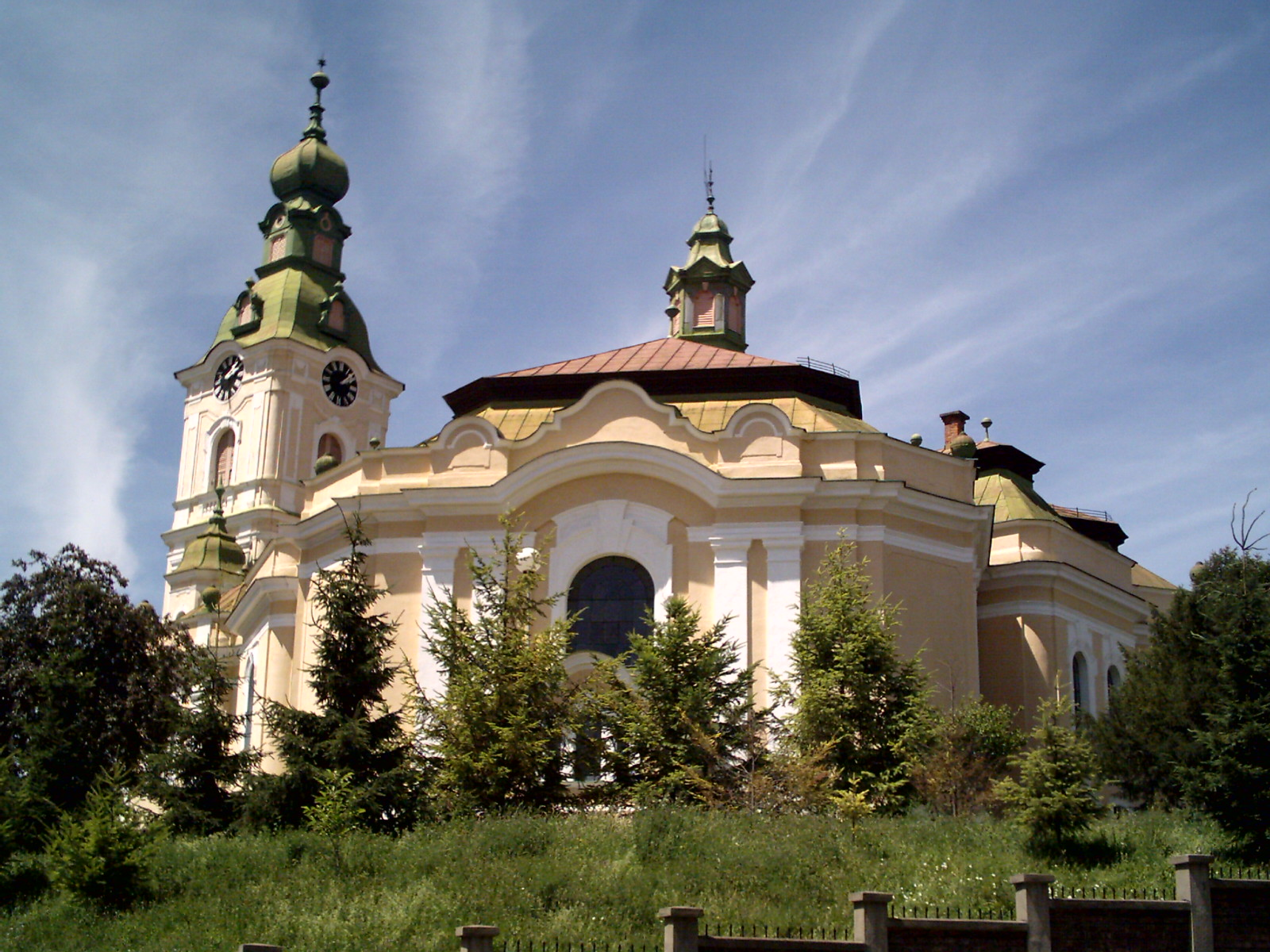
[Quoi ?]
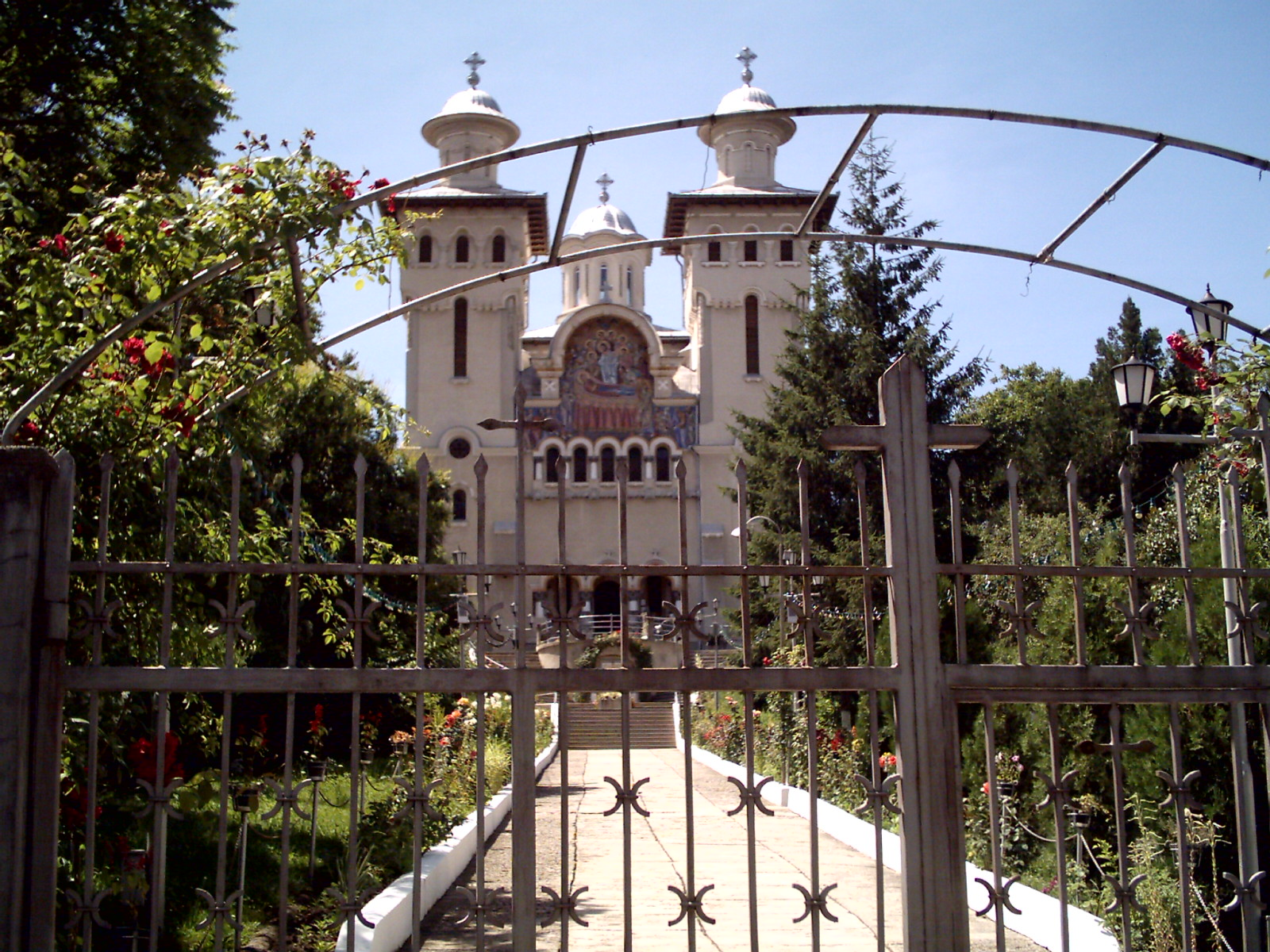
Église gréco-catholique de l'Assomption.
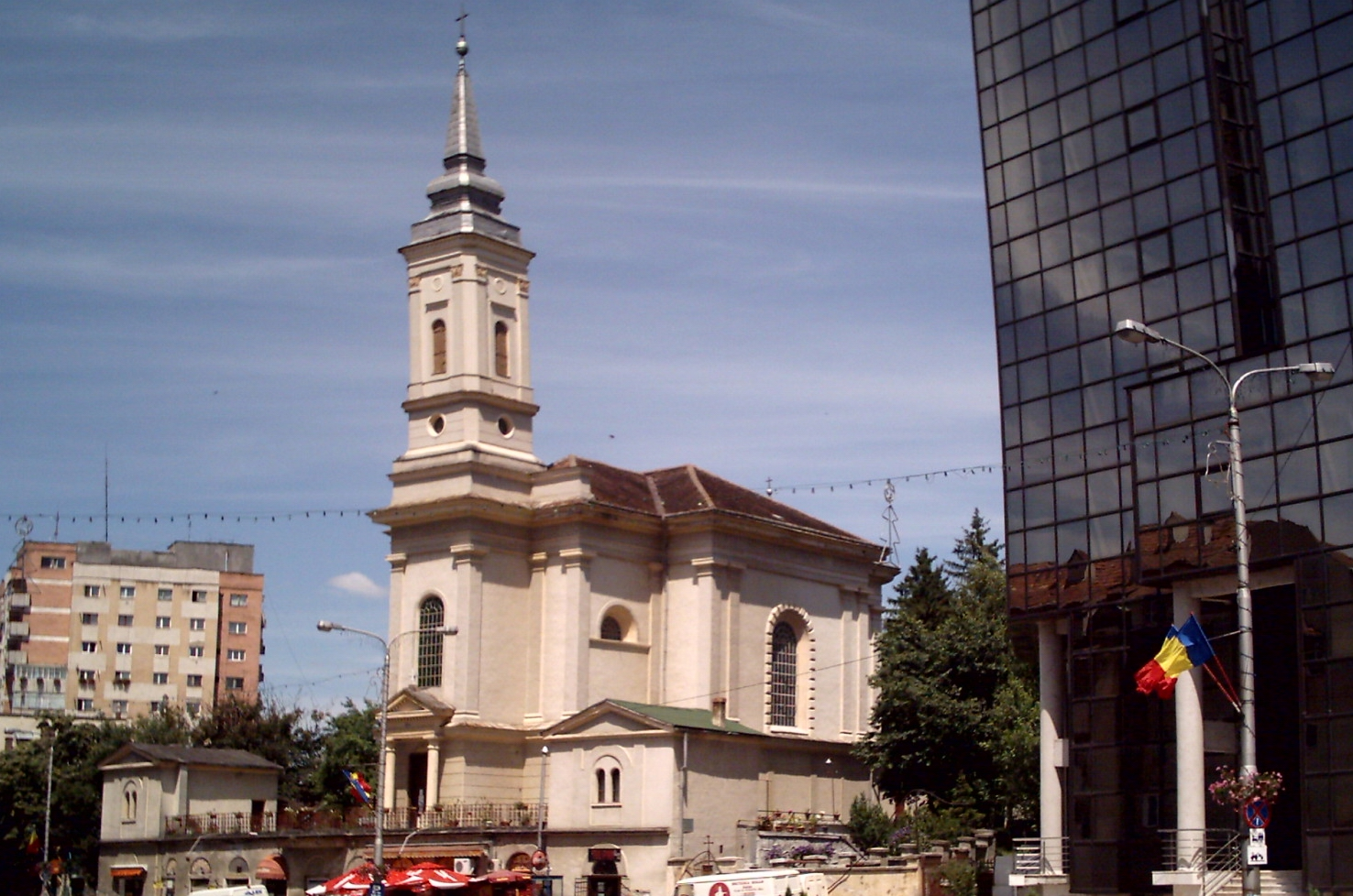
[Quoi ?]

## Éducation
La ville ne possède pas encore d'université. Cependant, une filiale de l'Université Technique de Cluj fonctionne depuis quelques années avec deux facultés, une de "Construction de Machines"" et une autre de "Sciences et Ingénierie des Matériaux".

## Économie
Zalău, comme beaucoup d'autres villes roumaines, a connu une grande expansion industrielle pendant l'époque du régime communiste. cette expansion s'est faite sans tenir compte de l'environnement et, après les événements de 1989 et les privatisations qui ont suivi, de très nombreuses entreprises, au fonctionnement obsolète, ont dû fermer leurs portes.
Zalău a cependant gardé un tissu d'entreprises fourni. L'usine de fabrication de pneumatiques "Silvania" a été rachetée par le groupe français Michelin et fonctionne toujours.
La ville abrite aussi des conserveries de fruits et légumes, des usines de fabrication de produits électriques, métalliques et une centrale électrique.

## Transports

### Routes
Zalău est reliée par la route nationale DN1F (Route européenne 81) à Cluj-Napoca au sud-est ainsi qu'à Satu Mare (par la nationale DN19A) au nord-ouest.
La nationale 1F mène également vers Carei et la frontière hongroise.
La route nationale DN1H permet de rallier Jibou puis Baia Mare au nord par la DN1C ainsi que Șimleu Silvaniei et Oradea à l'ouest par la DN1. Après Șimleu Silvaniei, la DN19B rejoint Marghita.

### Voies ferrées
Zalău n'est pas située sur une ligne importante des chemins de fer roumains et sa gare est même un cul-de-sac.
On peut cependant se rendre à Baia Mare et à Dej par Jibou, à Oradea par Șimleu Silvaniei ainsi qu'à Carei où le réseau roumain se raccorde à celui de la Hongrie.

### Aéroports
Zalău ne possède pas d'aéroport, le plus proche est celui de Cluj-Napoca à 86 km.

## Tourisme
Zalău est bien située à proximité des Monts Meseș. D'autre part, la grande richesse du județ en églises intéressantes est un autre atout de la ville qui possède aussi quelques monuments intéressants datant du début du XXe siècle, pendant la période austro-hongroise.
- le Musée d'Histoire et d'Art (collections d'antiquités romaines et de peintures roumaines) construit en 1900.
- le Théâtre transylvain de 1895.
- l'Hôtel de Ville de 1889.
- l'église catholique romaine de 1878.
- l'église calviniste de 1904-1907.
- la cathédrale orthodoxe de la Dormition de la Vierge de 1930-1934.
- la galerie Ioan Sima, fondée en 1951 avec des peintures de l'artiste.
- la bibliothèque du județ (160 000 volumes).

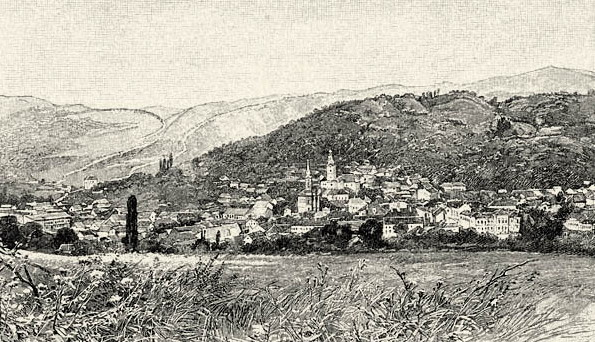
Vue de Zalău au XIXe siècle
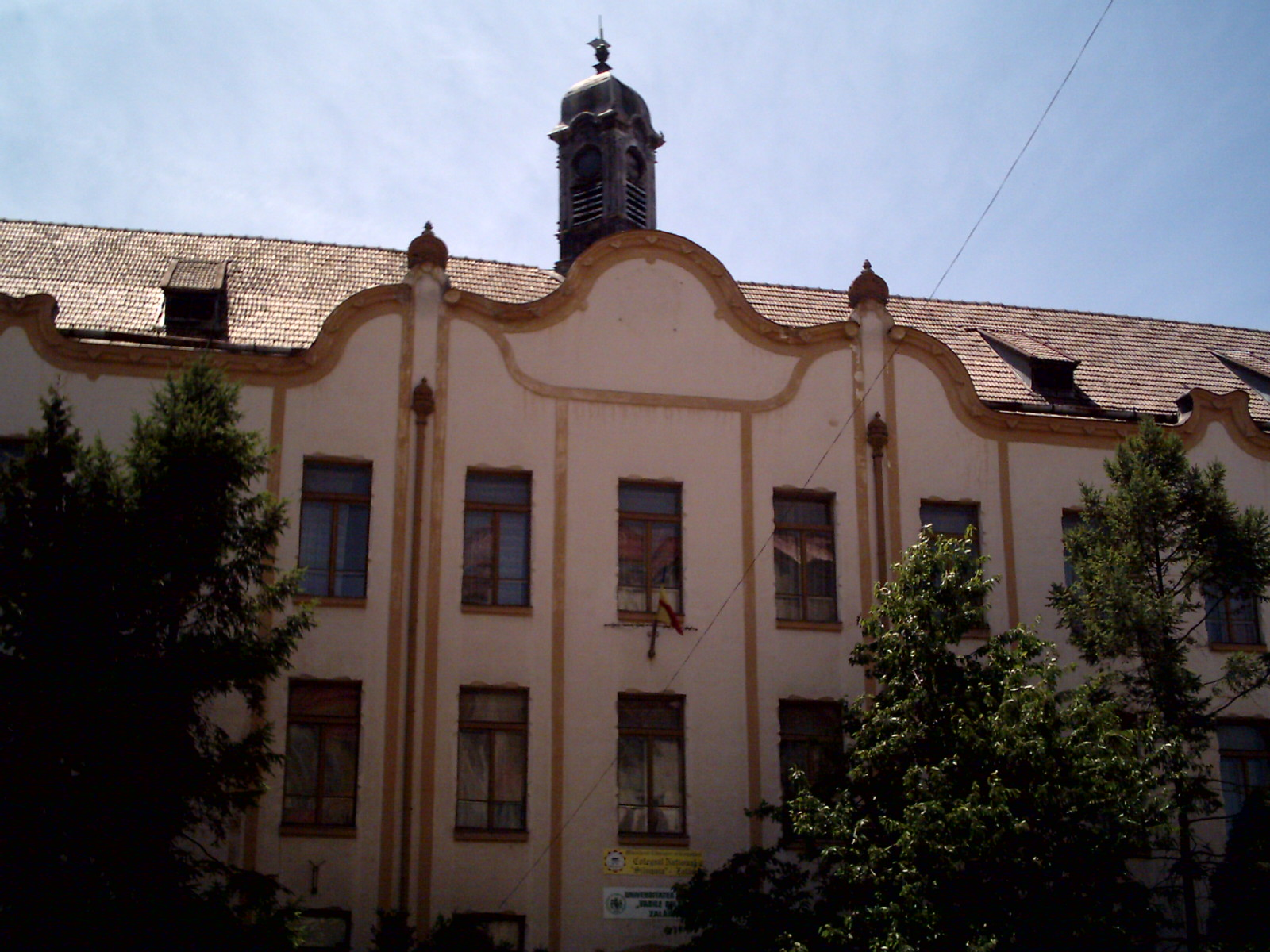
Collège Silvania.
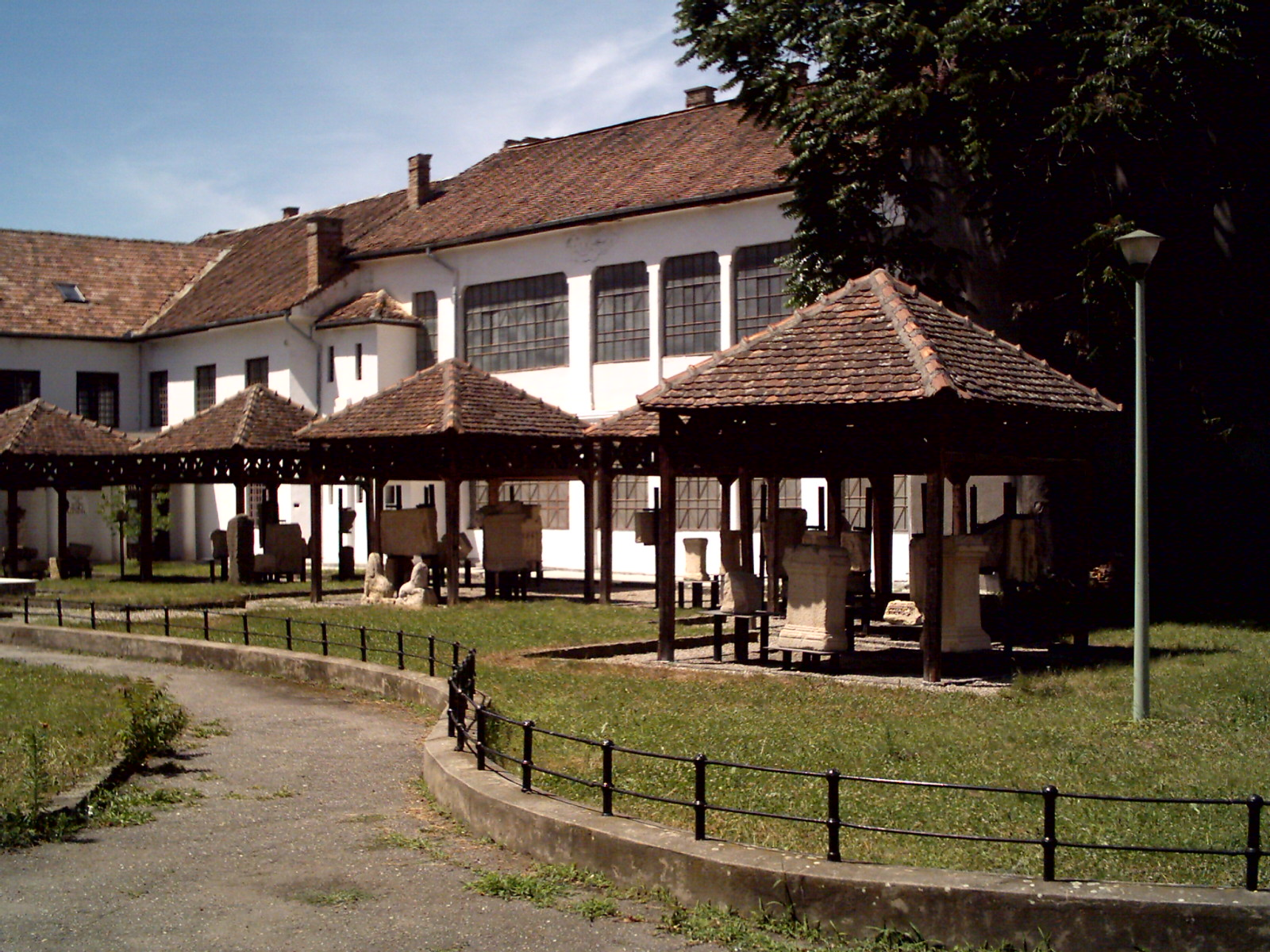
Musée d'histoire et d'arts.
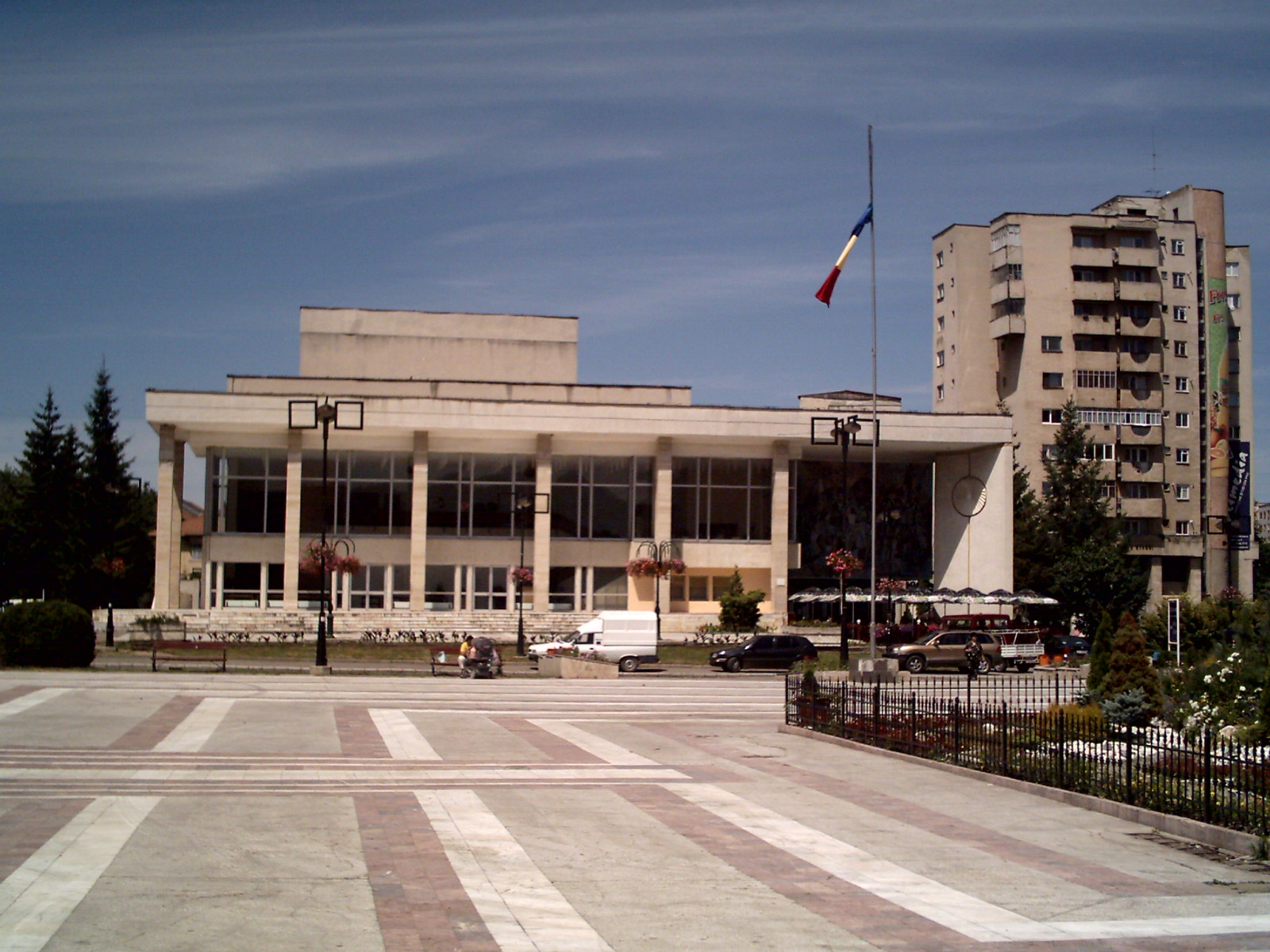
Maison de la Culture.

## Jumelages
- Szentendre (Hongrie)
- Imola (Italie)

## Personnalités
- Dacian Cioloș (né le 27 juillet 1969), ancien ministre, commissaire à l'Agriculture dans la Commission Barroso II
- Alexandru Dragomir (1916-2002), philosophe roumain né à Zalău.
- Endre Ady (1877-1919), un des grands poètes hongrois étudia à l'école protestante de la ville de 1892 à 1896.